# Plac Mariacki w Leżajsku

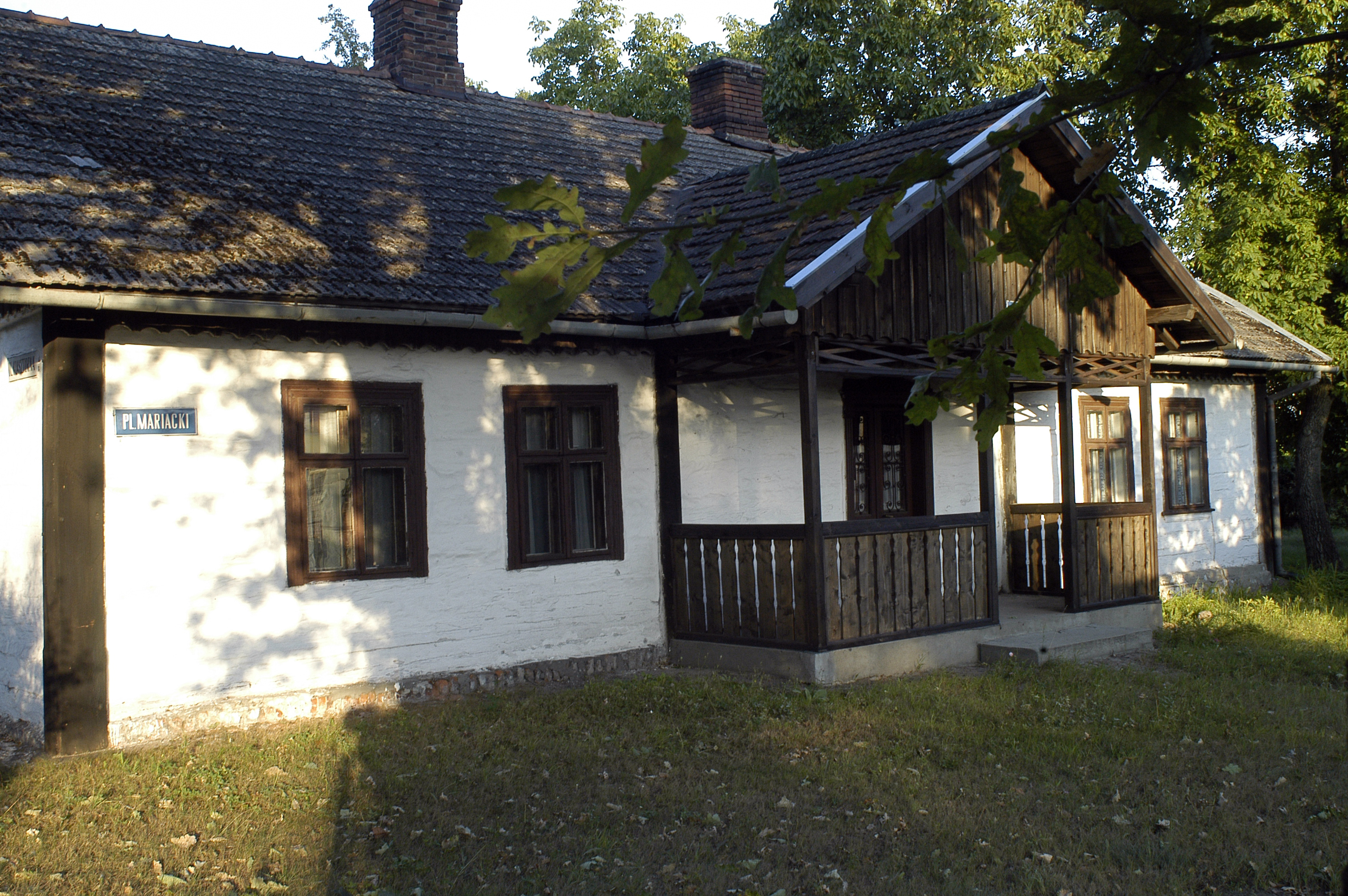

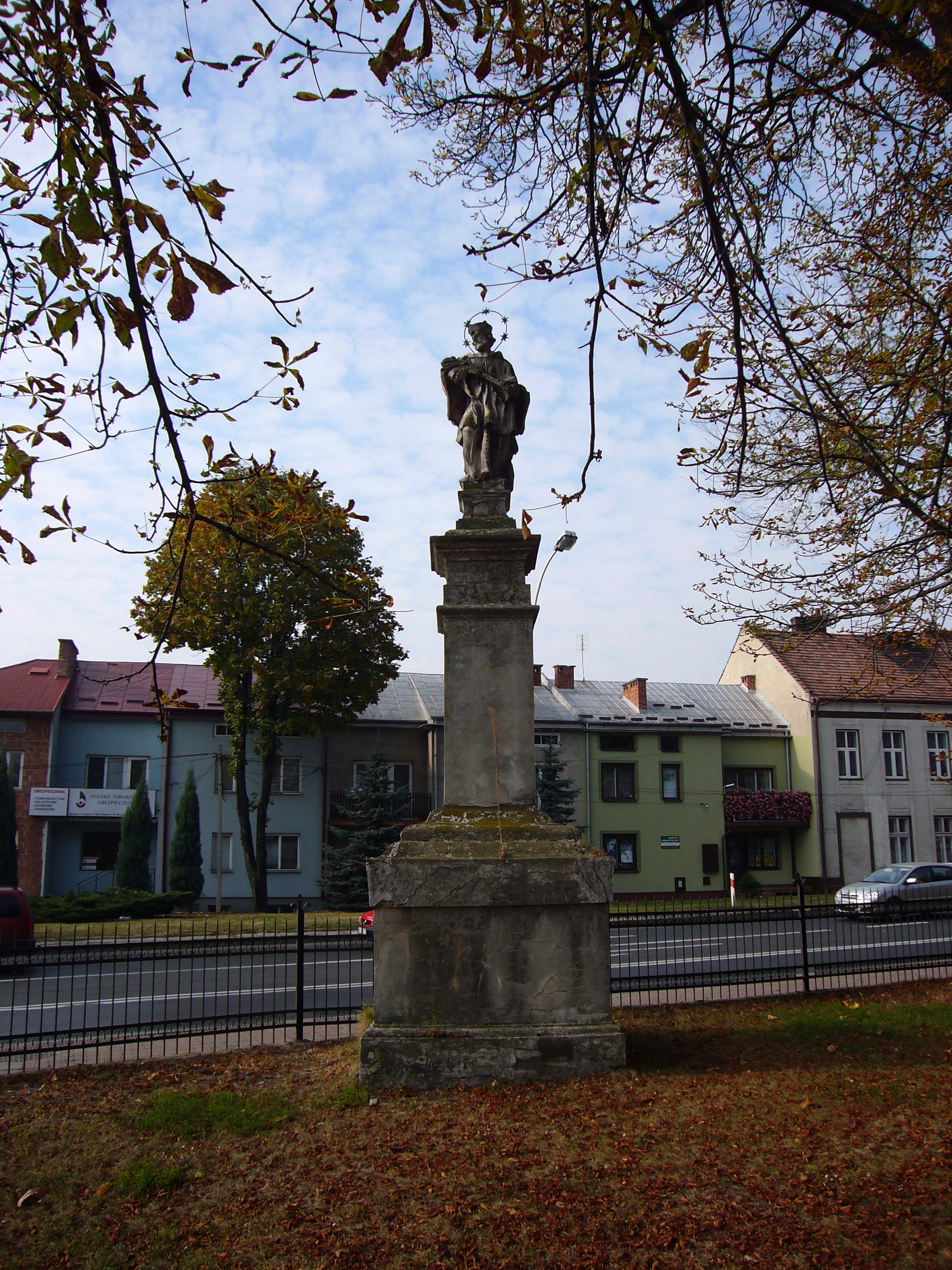

Plac Mariacki w Leżajsku – prostokątny plac znajdujący się w centrum leżajskiej dzielnicy Podklasztor. Z placu wychodzą ulice: Mickiewicza, Michałka, Podleśna, Leśna, Warszawska i Klasztorna.
Dawniej zwany Piaski. Dominującą budowlą placu jest bazylika Zwiastowania Najświętszej Maryi Panny. Obok bazyliki znajdują się ogrody klasztorne, a obok nich stał kiedyś zabytkowy drewniany Dom Szeligów. Naprzeciwko bazyliki stoi pomnik Bohaterów Niepodległościowych. W zabudowie przeciwnej strony placu wyróżniają się kamienice nr 2 i 5. Na środku placu stoją fontanna z figurą Matki Bożej Niepokalanej i pomnik św. Jana Nepomucena.
W 2003 r. placowi na północ od placu Mariackiego, na którym stoi pomnik Jana Pawła II, nadano nazwę plac Jana Pawła II Papieża.

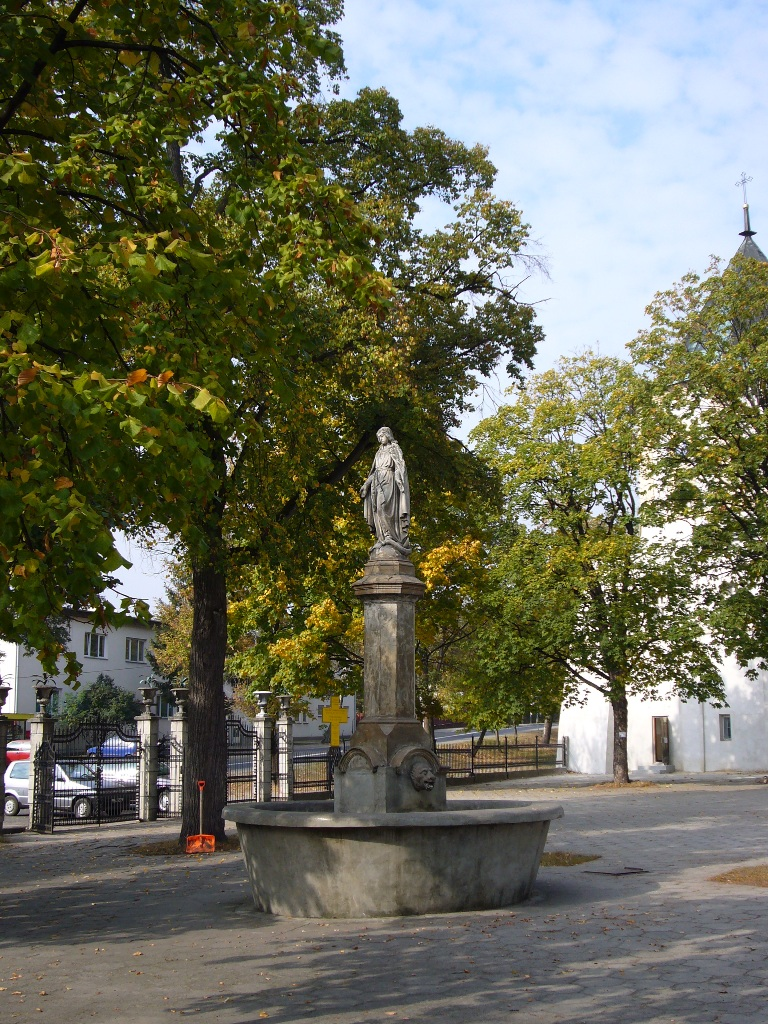
Fontanna z figurą Matki Bożej Niepokalanej